# Thomas Hart Benton (målare)
Thomas Hart Benton, född 15 april 1889 i Neosho, Missouri, död 19 januari 1975 i Kansas City, Missouri, var en amerikansk målare.
Benton genomgick Art Institute i Chicago 1906–1907 och studerade vid Académie Julien i Paris 1908–1911. Han skildrade särskilt amerikanskt arbetarklassliv i kraftfulla figuralmålningar av plastisk karaktär.